# Boucle de l'Artois 2025
De 34e editie van de wielerwedstrijd Boucle de l'Artois vond plaats op 5 april 2025. De 154 deelnemers startten in Bapaume en finishten 191,7 kilometer later in Wanquetin. De wedstrijd maakte deel uit van de UCI Europe Tour, met de categorie 1.2. De Nieuw-Zeelander Lewis Bower won, voor de Australiër Matthew Fox en Sebastian Putz uit Oostenrijk.

## Uitslag
| Plaats  | Naam               | Ploeg                           | Tijd     |
| ------- | ------------------ | ------------------------------- | -------- |
| Winnaar | Lewis Bower        | Cont. Groupama-FDJ              | 4u19'01" |
| 2       | Matthew Fox        | Rouen 76                        | z.t.     |
| 3       | Sebastian Putz     | Red Bull-BORA-hansgrohe Rookies | z.t.     |
| 4       | Milan De Ceuster   | Lotto Dev.                      | z.t.     |
| 5       | Davide Donati      | Red Bull-BORA-hansgrohe Rookies | z.t.     |
| 6       | Erazem Valjavec    | Soudal Quick-Step Dev.          | z.t.     |
| 7       | Halvor Dolven      | Wanty-Nippo-ReUz                | z.t.     |
| 8       | Bastien Pichon     | Lockimmo.com                    | z.t.     |
| 9       | Mathieu Kockelmann | Lotto Dev.                      | z.t.     |
| 10      | Victor Vidal       | Étupes                          | z.t.     |
| 11      | Kévin Avoine       | Van Rysel Roubaix               | z.t.     |
| 12      | Shunshuke Imamura  | Wanty-Nippo-ReUz                | z.t.     |
| 13      | Theodor Clemmensen | Red Bull-BORA-hansgrohe Rookies | z.t.     |
| 14      | Hugo Théot         | Paris Cycliste Olympique        | z.t.     |
| 15      | Arne De Maere      | Mini Discar                     | z.t.     |
| 16      | Maxime Jarnet      | Van Rysel Roubaix               | z.t.     |
| 17      | Arne Baers         | Lotto Dev.                      | + 4"     |
| 18      | Clément Petit      | Rouen 76                        | + 22"    |
| 19      | Kenny Molly        | Van Rysel Roubaix               | + 40"    |
| 20      | Simon Baran        | Villefrance Beaujolais          | + 1'48"  |
|         |                    |                                 |          |
| 23      | Keije Solen        | Wanty-Nippo-ReUz                | z.t.     |